# Filippo Castaldi
Filippo Castaldi (ur. 1730 w Arpino, zm. 15 stycznia 1814 w Łowiczu) – włoski malarz, czynny w Polsce, autor wielu obrazów o tematyce religijnej oraz albumu „Portrety obywateli Inflant”, porucznik wojska I Rzeczypospolitej.
Studia malarskie odbył w Rzymie, gdzie stał się znanym potrecistą.
Filippo Castaldi został prawdopodobnie sprowadzony do Rzeczypospolitej Obojga Narodów przez biskupa Załuskiego. Jego pierwsze prace malarskie (niezachowane), które zostały odnotowane w źródłach, wykonał na zlecenie Konstantego Ludwika Platera w kościele św. Ludwika w Krasławiu. Po zakończeniu tych prac prawdopodobnie pozostał na Inflantach czego efektem było powstanie albumu „Portrety obywateli Inflant”.
Po I rozbiorze Polski wstąpił do wojska, w którym służbę zakończył w stopniu porucznika.
Po zakończeniu służby wojskowej, został zatrudniony na krótko w 1790 roku w pałacu Branickich w Białymstoku. Jego kolejnym mecenasem oraz przyjacielem z którym pozostał związany na końca życia był ks. Bazyli Popiel. W latach 1790–1806 dla kościoła św. Anny w Grodzisku Mazowieckim namalował szereg obrazów, z których zachowały się: w ołtarzu głównym Chrystus na krzyżu oraz w nastawie Bóg Ojciec, w ołtarzach bocznych tonda św. Franciszek Salezy i św. Antoni oraz św. Anna z Joachimem, w zakrystii św. Józef i w nawach bocznych św. Roch oraz św. Franciszka Rzymianka. W 1795 roku dla kościoła św. Jakuba Większego Apostoła w Miłosławiu powstał zachowany obraz „Święty Józef”. W 1806 roku przeprowadził się do Łowicza, gdzie zamieszkał w domu księży emerytów, którego kierownictwo objął ks. Popiel. W tym okresie powstał portret ks. Grzegorza Zacharyasiewicza.
Ostatnim obrazem malarza była kompozycja powstała w latach 1806–1808 o rozmiarach 353,5 × 187,5 cm dla kolegiaty Niepokalanego Poczęcia Najświętszej Maryi Panny i św. Michała Archanioła w Łasku, przedstawiająca walkę św. Archanioła Michała z szatanem, będąca trawestacją obrazu pędzla Rafaela.
Zmarł w domu księży emerytów w Łowiczu w wieku 83 lat w dniu 15 stycznia 1814 roku.